# Gorges (Somme)
Gorges és un municipi francès situat al departament del Somme i a la regió dels Alts de França. L'any 2007 tenia 43 habitants.

## Demografia

### Població

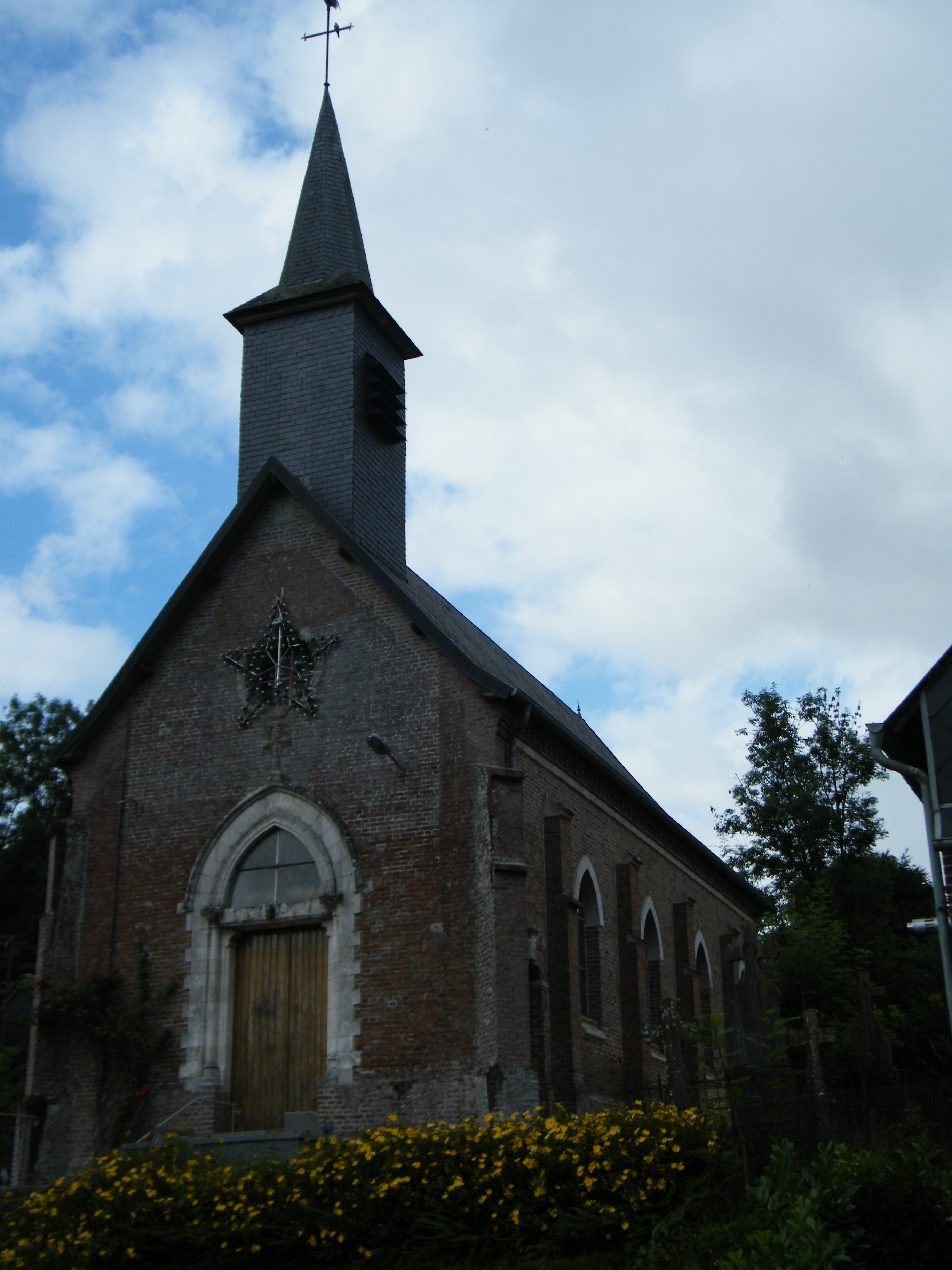

El 2007 la població de fet de Gorges era de 43 persones. Hi havia 20 famílies de les quals 4 eren unipersonals (4 homes vivint sols), 8 parelles sense fills, 4 parelles amb fills i 4 famílies monoparentals amb fills.
La població ha evolucionat segons el següent gràfic:
Habitants censats

### Habitatges
El 2007 hi havia 24 habitatges, 20 eren l'habitatge principal de la família, 1 era una segona residència i 3 estaven desocupats. Tots els 23 habitatges eren cases. Dels 20 habitatges principals, 17 estaven ocupats pels seus propietaris, 1 estava llogat i ocupat pels llogaters i 2 estaven cedits a títol gratuït; 1 tenia dues cambres, 5 en tenien tres, 3 en tenien quatre i 11 en tenien cinc o més. 15 habitatges disposaven pel capbaix d'una plaça de pàrquing. A 6 habitatges hi havia un automòbil i a 11 n'hi havia dos o més.

### Piràmide de població
La piràmide de població per edats i sexe el 2009 era:
| Homes | Edats   | Dones |
| ----- | ------- | ----- |
| 0     | 95 o +  | 0     |
| 0     | 90 a 94 | 0     |
| 0     | 85 a 89 | 0     |
| 0     | 80 a 84 | 0     |
| 0     | 75 a 79 | 4     |
| 0     | 70 a 74 | 0     |
| 0     | 65 a 69 | 0     |
| 0     | 60 a 64 | 4     |
| 4     | 55 a 59 | 0     |
| 0     | 50 a 54 | 0     |
| 4     | 45 a 49 | 8     |
| 0     | 40 a 44 | 4     |
| 8     | 35 a 39 | 0     |
| 0     | 30 a 34 | 0     |
| 0     | 25 a 29 | 0     |
| 0     | 20 a 24 | 4     |
| 0     | 15 a 19 | 0     |
| 4     | 10 a 14 | 0     |
| 4     | 5 a 9   | 0     |
| 0     | 0 a 4   | 0     |

## Economia
El 2007 la població en edat de treballar era de 27 persones, 25 eren actives i 2 eren inactives. Les 25 persones actives estaven ocupades(15 homes i 10 dones).. Totes les 2 persones inactives estaven jubilades.
Activitats econòmiques
L'any 2000 a Gorges hi havia 4 explotacions agrícoles que ocupaven un total de 536 hectàrees.

## Poblacions més properes
El següent diagrama mostra les poblacions més properes.